# كاستلفيتيري في فال فورتور
كاستلفيتيري في فال فورتور، (بالإنجليزية: Castelvetere in Val Fortore)‏، (بلدية) في مقاطعة بينيفينتو في منطقة كامبانيا الإيطالية، وتقع على بعد حوالي 90 كم شمال شرق نابولي وحوالي 35 كم شمال شرق بينيفينتو في الوادي العلوي لنهر فورتوري (سانيو).

## السكان
في سنة 1861 بلغ عدد السكان 3٬898 نسمة، وتطور العدد ليصل في سنة 2011 لـ 1٬389 نسمة.
يظهر هذا المخطط البياني تطور النمو السكاني لـ كاستلفيتيري في فال فورتور